# Sonja Jógvansdóttir
Sonja Jo. Jógvansdóttir (født 9. november 1977 i Tórshavn) er en færøsk journalist, organisator og politiker, som indtil 16. september var medlem af Javnaðarflokkurin. Hun er en fremtrædende fortaler for homoseksuelles rettigheder på Færøerne og var med til at etablere LGBT Færøerne i 2011. Den 1. september 2015 blev hun den første færinger, som er erklæret homoseksuel, som blev valgt i Lagtinget.

## Baggrund
Jógvansdóttir er opvokset i bygden Fuglafjørður i den nordøstlige del af Færøernes næststørste ø Eysturoy. Hun er student fra Stundentaskúlin á Kambsdali i 1997 og har en Master of Arts med honours i statskundskab fra University of Edinburgh, 2002; derudover har hun taget kurser på kandidatniveau i forvaltning på RUC 2004-2005.
Hun er initiativtager til og koordinator for SAMTAK, en paraplyorganisation for den færøske fagbevægelse 2006; stagiaire og sagsbehandler ved den færøske EU-repræsentation 2005-06; journalist ved avisen Dimmalætting, 2002-04 og 2005 og siden freelancejournalist, samt kommunikationsrådgiver for diverse interesseorganisationer. Hun har bl.a. arbejdet for Dimmalætting, homomagasinet CPH Proud og ligestillingsnævnet på Færøerne (Javnstøðunevndin). Desuden har hun udført frivilligt arbejde om emner som social ulighed, ligestilling og homoseksualitet i en række sammenhænge.
Jógvansdóttir lever i fast parforhold med tidligere kulturminister Annlis Bjarkhamar.

## Politisk karriere
Jógvansdóttir blev indvalgt i Lagtinget ved valget i 2015, som den første erklærede homoseksuelle med 1021 personlige stemmer, hvilket var næstflest blandt Javnaðarflokkurins kandidater og tredjeflest af alle, kun overgået af lagmand Aksel V. Johannesen og Høgni Hoydal, formand for Tjóðveldi. Da koalitionsaftalen blev underskrevet den 14. september mellem Javnaðarflokkurin, Tjóðveldi og Framsókn, mødte hun ikke op. Ægteskabsloven var ikke nævnt i koalitionsaftalen. Dagen efter blev de nye ministres navne offentliggjort, men Jógvansdóttir var ikke blandt dem. Omkring midnat mellem den 15. og 16. september 2015 skrev hun på sin Facebook-profil, at hun havde meddelt lagmanden, at hun ikke længere ønskede at være medlem af Javnaðarflokkurin, når partiet blokerede for, at ændringer i ægteskabsloven blev en del af koalitionsaftalen, og ægteskabsloven slet ikke blev nævnt. Hun sagde bl.a. (oversat til dansk): "Jeg kan ikke være en del af et parti, hvor der er en homofobisk holdning hos nogle få, som bestemmer, når der er tale om en minoritets rettigheder." Den 24. september 2015 indleverede hun sammen med tre andre lagtingskvinder: Bjørt Samuelsen, Tjóðveldi, Kristianna Winther Poulsen, Javnaðarflokkurin, og Hanna Jensen, Framsókn, et lovforslag om ændringer af ægteskabsloven. Hovedformålet med ændringerne er at tillade to af samme køn at indgå ægteskab med hinanden. Dermed er medlemmer af alle tre regeringspartier med til at fremstille forslaget om lovændring af ægteskabsloven.

## Tillidshverv
- Indvalgt i Nordatlantisk Tænketank hos NORA - et grænseregionalt udvalg under Nordisk Ministerråds regionalpolitiske samarbejdsprogram i 2011.
- Repræsenterer den færøske fagbevægelse og SAMTAK i forskellige offentlige nævn og bestyrelser, b.l.a. i det færøske landsstyres ekspertgruppe om EU i 2009-2010.
- Medinitiativtager til Friðarbogin - den færøske organisationen for homoseksuelle - i 2003, hvor hun sad i bestyrelsen 2003-2007.
- Aktiv i Amnesty International 1997-2002, samt frivilligt arbejde med problemstillinger som social ulighed, ligestilling og homoseksualitet.